# فوکوشیما ماسایوکی
فوکوشیما ماسایوکی (به ژاپنی: 福島正之) (۱۶۰۸ – ۱۵۸۵) یک دایمیو در دوره آزوچی-مومویاما و اوایل دوره ادو بود. پدر اصلی او بشو شیگه‌مونه نام داشت. پدر خوانده او فوکوشیما ماسانوری نام داشت و در خدمت توکوگاوا ایه‌یاسو بود.